# Charles Mawhood
Podplukovník Charles Mawhood (23. prosince 1729 – 29. srpna 1780, Gibraltar) byl důstojník britské armády v 18. století, který se nejvíce proslavil svým velením během bitvy u Princetonu v roce 1777.

## Vojenská kariéra
Jeho vojenská služba začala zakoupením kornetu v 1. dragounské gardy (Dragoon Guards) dne 1. srpna 1752. Sloužil v sedmileté válce (1756–1763), nejprve jako kapitán 15. lehké dragounské jednotky (15th The King's Hussars), poté byl převelen k 18. lehké dragounské jednotce (18th Royal Hussars). Následně působil v Německu jako pobočník lorda Granbyho. V dobách míru postupně povyšoval, nejprve 17. května 1763 na majora 3. pěšího pluku (3rd Foot) a poté 17. června 1767 na podplukovníka 19. pěšího pluku (19th Foot). Dne 26. října 1775 byl převelen k 17. pěšímu pluku (17th Foot) a sloužil u něj během prvních tažení generála Howea v americké válce za nezávislost.

### Bitva u Princetonu
V lednu 1777 byl lordem Cornwallisem pověřen velením jednotek u Princetonu v New Jersey, zatímco Cornwallis pronásledoval armádu Georgea Washingtona po bitvě o Trenton. Poté, co byl Cornwallisův útok u Trentonu (viz Bitva u Assunpink Creek) zastaven, Washington se svou armádou kolem Cornwallisovy armády proklouzl a zaútočil na posádku v Princetonu. Mawhood se v bitvě u Princetonu osvědčil, posádka ale měla velké ztráty a Britové byli vyhnáni z většiny New Jersey. Mawhood pokračoval ve službě v Severní Americe a během filadelfského tažení (Philadelphia campaign) v letech 1777–1778 vedl smíšené jednotky pravidelných vojáků, loajalistů a rangerů při sérii nájezdů na New jersey.

### Gibraltar
Po bitvě u Princetonu byl v Anglii vysoce ceněn a byl vybrán, aby postavil nový regiment (dnes pluk), Royal Manchester Volunteers (72nd Foot) pro službu v obléhané posádce Gibraltaru (viz Velké obléhání Gibraltaru). Zemřel během obléhání na následky žlučových kamenů dne 29. srpna 1780.